# ПТС-М
ПТС-М је совјетски гусеничарски амфибијски транспортер. ПТС означава Плутајући транспортер - средњи или средње амфибијско транспортно возило. Његов индустријски индекс био је Објект 65. ПТС-М је развијен је под надзором главног конструктора Е. Е. Лензиуса 1965. године на основу ПТС-а. Представљен 1965. године. Велик је, са значајном корисном носивошћу од 10 тона и бољим перформансама. Најчешћи модел је побољшани ПТС-М који покреће дизел мотор снаге 350 кс.

## Опис
ПТС-М плутајући транспортер намењен је за превоз артиљеријских система, вучних возила са точковима и гусеницама, оклопних транспортера, аутомобила, особља и разних терета преко водене препреке.
ПТС-М има кутијаст отворен водонепропусни труп, са шест точкова на бочним странама, предњи погонски зупчаник, задњи ланчаник, и без повратних ваљка и има задњу утоварну рампу. Посада седи наред, остављајући задњи део ПТС-а слободним за утоварено возило, које се може утоварити у ПТС-М преко утоварне рампе. Да би се ово омогућило, мотор је смештен испод пода. 
Погон у води се врши помоћу два пропелера који су смештени у тунелима како би се заштитили од оштећења током копнених операција.
ПТС-М поседује и пратеће возило, ПКП, амфибијску приколицу на два точка, налик чамцу, са склопивим пловцима који обезбеђују амфибијској приколици стабилност на води. Ова комбинација омогућава да ПТС-М може да утовари артиљеријско вучно возило, а амфибијска приколица да утовари топ (до средњег калибра), своју посаду и потребну количину муниције, све заједно у једном утовару.

## Спецификација
- Површина теретне платформе је 20,54 м².
- Носивост на води је 10 тона и 5 тона на копну.
- Максимална брзина (оптерећен, аутопут): 40 km/č
- Максимална брзина (оптерећен, некатегорисани пут): 25 km/č
- Највећа брзина (оптерећен, на води): 11 km/č
- Домет: 300 км

## Варијанте
- ПТС
- ПТС-М
- ПТС-2
- ПТС-3
- ПТС-4

## Корисници
ПТС-М су усвојиле снаге Совјетске армије и снаге Варшавског пакта, и испоручен је Египту, бившој Југославији, Ираку, Уругвају и другим државама.
- Мађарска - 51 ПТС-2
- Србија - 12 ПТС-М
- Хрватска - 4 ПТС-2
- Пољска
- Летонија
- Сирија
- Египат
- Ирак
- Индонезија (Индонезијски морнарички корпус)
- Украјина - 15 ПТС-2
- Грузија
- Вијетнам
- Алжир

## Бивши корисници
- Совјетски Савез
- Југославија

## Галерија
Амфибијски транспортер ПТС-М из састава 1. понтонирског батаљона Речне флотиле Војске током тактичке вежбе "Тител 2008"

### Књиге
- Hogg, Ian V. (1980). The Illustrated Encyclopedia of Military Vehicles - PTS Tracked Amphibian. London, England: Hamblyn Publishing Group Limited. ISBN 978-0134508177.